# Helen Vendler
Helen Hennessy Vendler, née le 30 avril 1933 à Boston (Massachusetts) et morte le 23 avril 2024 à Laguna Niguel (Californie), est une critique littéraire américaine, professeure à l'université Harvard,,.

## Biographie
Helen Vendler a écrit des livres sur Emily Dickinson, William Butler Yeats, Wallace Stevens, John Keats et Seamus Heaney. Elle est professeure d'anglais à l'université Harvard depuis 1984 après avoir enseigné entre 1981 et 1984 alternativement à Harvard et à l'université de Boston. En 1990, elle est la première femme à bénéficier d'une chaire de professeur sur fonds privés à l'université A. Kingsley Porter. Elle donne des cours à l'université Cornell, au Swarthmore College, au Smith College et à l'université de Boston. Elle est mariée un temps au philosophe Zeno Vendler (en) avec qui elle a un fils. En 1992, Vendler reçoit un doctorat du Bates College.
Helen Vendler ne choisit pas l'anglais pendant l'enseignement secondaire. Elle réussit un diplôme de chimie à l'Emmanuel College. Elle est récompensée en mathématiques par le Programme Fulbright avant de réussir un doctorat de littérature de langue anglaise et de littérature américaine à Harvard. Elle a été juré pour le prix Pulitzer en poésie.
En 2004, le Fondation nationale pour les sciences humaines la sélectionne pour le Jefferson Lecture (en), le plus haut rang des récompenses du gouvernement américain pour les lettres,. La conférence de Vendler intitulée The Ocean, the Bird, and the Scholar utilise des poèmes de Wallace Stevens pour défendre le rôle des arts face à la philosophie et l'histoire.
Elle est membre de l'Académie norvégienne des sciences et des lettres.
Helen Vendler meurt le 23 avril 2024 à Laguna Niguel en Californie, à l’âge de 90 ans.

## Publications
- Yeats's Vision and the Later Plays (1963)
- On Extended Wings: Wallace Stevens' Longer Poems, Harvard University Press (1969)
- I. A. Richards: Essays in His Honor (1973) avec Reuben Brower et John Hollander
- The Poetry of George Herbert, Harvard University Press (1975)
- Part of Nature Part of Us: Modern American Poets, Harvard University Press (1980)
- What We have Loved, Others Will Love (1980)
- Modern American Poets (1981)
- Stevens: Poems (1982)
- The Odes of John Keats, Harvard University Press (1983)
- The Harvard Book of Contemporary American Poetry, Harvard University Press (1985)
- The Faber Book of Contemporary American Poetry (1986)
- Wallace Stevens: Words Chosen out of Desire, Harvard University Press (1986)
- Voices and Visions: The Poet in America (1987)
- Music of What Happens: Poems, Poets, Critics, Harvard University Press (1988)
- Poems by W. B. Yeats (), Arion Press (1990)
- The Given and the Made: Strategies of Poetic Redefinition, Harvard University Press (1995)
- Herman Melville: Selected Poems Arion Press (1995)
- John Keats, 1795–1995: With a Catalogue of the Harvard Keats Collection, Harvard University Press (1995) avec Leslie A. Morris et William H. Bond
- The Breaking of Style: Hopkins, Heaney, Graham, Harvard University Press (1995)
- The Given and the Made: Strategies of Poetic Redefinition (1995)
- Poems - Poets - Poetry: An Introduction and Anthology (1996)
- Soul Says: On Recent Poetry, Harvard University Press (1996)
- The Art of William Shakespeare's Sonnets, Harvard University Press (1997)
- Seamus Heaney, Harvard University Press (1998)
- Anthology of Contemporary American Poetry (2003)
- Coming of Age as a Poet: Milton, Keats, Eliot, Plath Harvard University Press(2003)
- Poets Thinking: Pope, Whitman, Dickinson, Yeats, Harvard University Press (2004)
- Invisible Listeners: Lyric Intimacy in Herbert, Whitman, et Ashbery (2005)
- Our Secret Discipline: Yeats and Lyric Form, Harvard University Press (2007)
- Last Looks, Last Books: Stevens, Plath, Lowell, Bishop, Merrill (2010)
- Dickinson: Selected Poems and Commentaries (2010)
- The Ocean, the Bird, and the Scholar: Essays on Poets and Poetry (2015)